# Трауме из детињства
Трауме из детињства се често описују као озбиљна нежељена искуства у детињству. Деца могу проћи кроз низ искустава која се класификују као трауме, а то могу бити занемаривање, напуштање, сексуално и физичко злостављање, присуствовање злостављању брата, сестре или родитеља или ментално обољење родитеља. Ови догађаји имају дубоке психолошке, физиолошке и социолошке утицаје и могу имати негативне, трајне ефекте на здравље и благостање, попут несоцијалног понашања, поремећаја хиперактивности са дефицитом пажње и поремећаја спавања. Слично, мајке које су током трудноће доживеле трауматичне или стресне догађаје могу повећати ризик детета од поремећаја менталног здравља и других неуроразвојних поремећаја. Kaiser Permanente и студија Центра за контролу и превенцију болести из 1998. су утврдили да су трауме из детињства основни узрок многих друштвених, емоционалних и когнитивних оштећења која доводе до повећаног ризика од аутодеструктивног понашања, насиља или поновне виктимизације, хронична здравствена стања, низак животни потенцијал и прерана смртност. Како се повећава број нежељених искустава, расте и ризик од проблема од детињства до одрасле доби, што је потврђено скоро 30 година након почетне студије.

## Здравље
Трауме из детињства изазивају стрес који повећава алостатичко оптерећење појединца и тако утиче на имунолошки, нервни и ендокрини систем. Изложеност хроничном стресу утростручује или учетворостручује рањивост на неповољне медицинске исходе. Трауме из детињства су често повезане са неповољним здравственим исходима, укључујући депресију, хипертензију, аутоимуне болести, рак плућа и прерану смртност. Ефекти трауме из детињства на ментални развој укључују негативан утицај на емоционалну регулацију и оштећење развоја социјалних вештина. Истраживања су показала да деца одгајана у трауматичном или ризичном породичном окружењу имају тенденцију да имају прекомерну интернализацију (нпр. социјално повлачење, анксиозност) или екстернализацију (нпр. агресивно понашање) и самоубилачко понашање. Недавно истраживање је открило да су физичко и сексуално злостављање повезано са поремећајима расположења и анксиозности у одраслој доби, док су поремећаји личности и схизофренија повезани са емоционалним злостављањем у одраслој доби. Осим тога, истраживања су показала да се исходи менталног здравља од трауме из детињства могу боље разумети кроз димензионални оквир (интернализирање и екстернализација) за разлику од специфичних поремећаја.

### Психолошки утицај
Трауме из детињства могу повећати ризик од душевних болести, укључујући посттрауматски стресни поремећај, проблеме везаности, депресију и злоупотребу супстанци. Осетљиве и критичне фазе развоја детета могу резултирати измењеним неуролошким функционисањем, прилагођеним злонамерном окружењу, али тешким за бенигнија окружења.
У студији Стефаније Тогнин и Марије Калем упоређују се здрава појединци и они са клинички високим ризиком за развој психозе, 65,6% ових пацијената и 23,1% здравих је доживело неки ниво трауме из детињства. Закључак студије показује да постоји корелација између ефеката трауме из детињства и високог ризика за настанак психозе.

## Ефекти на одрасле особе
Као одрасли, могу задржати осећања анксиозности, бриге, стида, кривице, беспомоћности, безнадежности, туге, и беса који су започели траумом из детињства. Осим тога, они који претрпе трауму из детињства чешће ће бити склони анксиозности, депресији, самоубиству и самоповређивању, посттрауматском стресном поремећају, злоупотреби дрога и алкохола и потешкоћи у вези. Ефекти трауме из детињства се не завршавају само емоционалним последицама, преживели имају и већи ризик од развоја астме, коронарне болести срца, дијабетеса или можданог удара. Развиће појачан одговор на стрес који им може отежати регулацију емоција, довести до проблема са спавањем, ослабити имунолошку функцију и повећати ризик од бројних физичких болести током одрасле доби.

## Друштвено–економски трошкови
Неки трошкови су директно повезани са злостављањем, као што су болнички трошкови насталих услед физичког злостављања и трошкови хранитељства који су последица уклањања деце када не могу безбедно да остану са својим породицама. Остали трошкови, мање директно повезани са учесталошћу злостављања, укључују нижа академска постигнућа, криминалитет одраслих и доживотне проблеме менталног здравља. Директни и индиректни трошкови утичу на друштво и економију.

## Трансгенерацијски ефекти
Људи могу пренети своје епигенетске ознаке, укључујући демијелинизиране неуроне, на своју децу. Ефекти трауме могу се пренети са једне генерације преживелих на потомке што је познато као трансгенерацијска или међугенерацијска траума и може се манифестовати у понашању родитеља. Изложеност трауми из детињства, заједно са стресом из околине, такође може изазвати промене у генима и експресији гена. Све већи број литературе сугерише да трауме из детињства и злостављања у блиским односима не само да угрожавају њихово благостање у детињству, већ могу имати и дуготрајне последице које се протежу и у одрасло доба и могу укључивати питања регулације емоција, која се затим могу пренети на следеће генерације кроз интеракције дете–родитељ.

## Прогноза
Траума утиче на сву децу различито, нека развију значајне и дуготрајне проблеме, док друга могу имати минималне симптоме. Студије су откриле да се, упркос широком утицају трауме, деца могу и опоравити. Брига информисана о трауми дефинише се као пружање услуга или подршке на начин који задовољава посебне потребе људи који су доживели трауму.

## Лечење
Здравствени ефекти трауме из детињства се могу ублажити негом и лечењем. Постоји много третмана за трауму из детињства, укључујући психосоцијалне и фармаколошке. Психосоцијални третмани могу бити усмерени на појединце, попут психотерапије, или на ширу популацију, попут интервенција у целој школи. Иако су студије тренутних доказа показале да су многе врсте третмана ефикасне, когнитивно–бихејвиорална терапија усредсређена на трауму може бити најефикаснија за лечење траума из детињства. Насупрот томе, друге студије су показале да фармаколошке терапије могу бити мање ефикасне од психосоцијалних терапија за лечење траума из детињства. Рана интервенција може значајно смањити негативне ефекте трауме из детињства на здравље.